# Shawn Parker
Shawn Parker est un footballeur germano-américain né le 7 mars 1993 à Wiesbaden en Allemagne. Il évolue au poste d'attaquant au Greuther Fürth.

## Carrière
- 2011-2014 : 1. FSV Mayence 05 ( Allemagne)
- 2014-2018 : FC Augsbourg ( Allemagne)[1]
  - 2016-2017 : FC Nuremberg ( Allemagne) (prêt)
- depuis 2018 : SpVgg Greuther Fürth ( Allemagne)